# Georg Meyer (Sportschütze)
Georg Hermann Meyer (* 24. Dezember 1868 in Hannover; † nach 1911) war ein deutscher Sportschütze.
Georg Meyer belegte bei den Olympischen Spielen 1912 in Stockholm im Wettkampf mit der Schnellfeuerpistole den 39. Platz und wurde im Mannschaftswettkampf Siebter.